# Verwaltungsgemeinschaft Mosbach
In der vereinbarten Verwaltungsgemeinschaft Mosbach im baden-württembergischen Neckar-Odenwald-Kreis haben sich eine Stadt und drei Gemeinden zur Erledigung ihrer Verwaltungsgeschäfte zusammengeschlossen. Sitz der vereinbarten Verwaltungsgemeinschaft ist die Große Kreisstadt Mosbach (erfüllende Gemeinde).

## Mitgliedsgemeinden
Mitglieder dieser durch eine öffentlich-rechtliche Vereinbarung entstandenen Verwaltungsgemeinschaft sind:
- Große Kreisstadt Mosbach, 24.592 Einwohner, 62,16 km²
- Gemeinde Elztal, 5857 Einwohner, 46,62 km²
- Gemeinde Neckarzimmern, 1418 Einwohner, 8,17 km²
- Gemeinde Obrigheim, 5379 Einwohner, 24,25 km²

## Struktur und Aufgaben
Ein gemeinsamer Ausschuss aus Vertretern der beteiligten Gemeinden entscheidet über die Erfüllungsaufgaben. Vorsitzender des gemeinsamen Ausschusses ist der Oberbürgermeister (Michael Jann) der erfüllenden Gemeinde (Mosbach). Die „vereinbarte Verwaltungsgemeinschaft“ ist nicht selbst rechtsfähig, da sie keine Körperschaft des öffentlichen Rechts und damit auch kein Gemeindeverband ist. Den Umfang der übertragenen Aufgaben der vereinbarten Verwaltungsgemeinschaft bestimmt § 61 der baden-württembergischen Gemeindeordnung.